# Batalla de Uji (1184)
La Segunda Batalla de Uji fue un conflicto bélico que tuvo lugar en Uji, Kioto en Japón en 1184 por el control del clan Minamoto durante las Guerras Genpei. 
Minamoto no Yoshinaka intentó arrebatar el poder a sus primos Minamoto no Yoritomo y Minamoto no Yoshitsune, y hacerse con el control del Clan Minamoto. Por ello saqueó Kioto y quemó el Palacio Hōjūji, secuestrando al Emperador Go-Shirakawa y autoproclamándose Shōgun. Sin embargo sus primos le alcanzaron y le persiguieron por el Puente sobre Uji, el día de año nuevo de 1184.
Minamoto no Yoshitsune dirigió a su caballería a través del río, derrotó a Yoshinaka, y le persiguió lejos de la capital.